# Väderlåda
Väderlåda, även kallad luftlåda, är den trälåda i orgelhuset varpå piporna är uppställda. Det kan finnas en eller flera i varje verk.

## Tonkancellådor
Spelluften, vädret, kommer från bälgar eller direkt från en elektrisk fläkt och matas in i en luftkista i väderlådans undre del där den står under tryck. Vid nedtryckning av en tangent i spelbordet öppnas en ventil upp till ovanför liggande kancell (luftrum) som hör till tangenten. Över kancellerna ligger pipstocken med hål för piporna. Är dessa hål öppna fortsätter luften upp i piporna, som då ljuder. En väderlåda av den här typen innehåller en kancell för varje tangent i klaviaturen och kallas därför tonkancellåda.

### Blockverkslåda
I medeltidens orglar fanns inget spjäll i pipstocken som kunde hindra luften att strömma upp i piporna utan när en ton slogs an strömmade luften upp i alla pipor till den tonen. Orgeln spelade följaktligen alltid med "fullt verk".

### Springlåda
Med springlådan blir det möjligt att registrera en orgel. I springlådan har öppningarna i pipstocken var sin ventil, vilka inom samma stämma är förbundna med varandra och via en trästång i sin tur med ett registerandrag. När andraget skjuts in stängs stämmans cirka 50 ventiler av en liten fjäder, vilket sker med en smäll - därav namnet springlåda. 

### Slejflåda
Liksom springlådan ger slejflådan också möjlighet till spel på valfria delar av ett verk. Den tar mindre plats och är inte så komplicerad som springlådan och tränger så småningom ut denna. I en slejflåda finns hålförsedda träribbor, slejfer, som kan glida i spår i pipstocken. Via registerandrag kan slejferna förskjutas så att hålen i slejfen kommer mittför hålen i stocken, varvid luften i de kanceller, som står under tryck, har möjlighet att passera upp till aktuella pipor och blåsa an dessa. Skjuts ett registerandrag in tystnar piporna i den stämman.

## Registerkancellådor
Fram på 1800-talet börjar man värma upp kyrkorna och varvid det blir ändringar i luftfuktigheten så att träet slår sig och slejferna går tungt eller fastnar. Samtidigt blir orglarna allt större och större så att det blir bekymmer att få luften att fördela sig till alla pipor. Man börjar därför experimentera med att ge varje pipa sin egen ventil. I stället för att dela luftlådorna på tvären i tonkanceller delas dessa på längden i registerkanceller. En registerkancellåda har alltså en kancell för varje register, så att alla pipor som hör till registret får sin luft från samma kancell. 

### Kägellåda
Den första typen av registerkancellådor var kägellådan. I botten på registerkancellerna finns kägelformade ventiler, en för varje ton. Då en tangent trycks ned lyfts alla käglor, både i de kanceller som står under tryck och i dem som saknar spelluft, och luften vinklas upp till piporna. I större orglar blir det alltså många ventiler att lyfta och därmed kan orgeln bli tungspelt.

### Rooseveltlåda
Med pneumatikens inträde dök det emellertid upp ett sätt att komma åt tungspeltheten. I stället för att lyfta ventilerna med fingerkraft kunde man låta orgelns tryckluft utföra arbetet. Rooseweltlådan, utvecklad av den amerikanske orgelbyggaren Hilbourne Roosevelt, har mekanisk förbindelse från tangent till en gemensam ventillåda, som ger luft till en pneumatisk förbindelse med registerkancellerna, där ventilerna öppnas och stängs medelst små bälgar. Nackdelen är att direktkontakten mellan tangent och spelventil är bruten.